# Homme de Florès
Homo floresiensis
Espèce
L’Homme de Florès (Homo floresiensis) est une espèce fossile du genre Homo, dont des fossiles ont été découverts en 2003 dans la grotte de Liang Bua, sur l'île indonésienne de Florès. Les outils lithiques trouvés sur le site couvrent une période allant de 190 000  à   50 000 ans, tandis que les fossiles humains ont été datés en 2016 entre 100 000  et   60 000 ans avant le présent,,,.
Homo floresiensis était de petite taille (entre 1 m et 1,10 m), peut-être en raison d'un processus de nanisme insulaire, à l'instar d'autres populations de l'île.
Après des années de controverse sur la validité de cette nouvelle espèce, due notamment à l'ancienneté étonnamment faible des fossiles au regard de leur morphologie, il est désormais largement admis par les spécialistes que l'Homme de Florès représente bien une espèce humaine à part entière. Sa position phylogénétique demeure néanmoins débattue, certains chercheurs voyant en lui un descendant d'Homo erectus ayant subi une forte dérive génétique due à l'isolement, et d'autres, de plus en plus nombreux, le plaçant plutôt à la racine du genre Homo, aux côtés d'Homo habilis et d'Homo luzonensis. Dans cette dernière hypothèse, l'Homme de Florès aurait précédé Homo erectus en Asie du Sud-Est.

## Historique

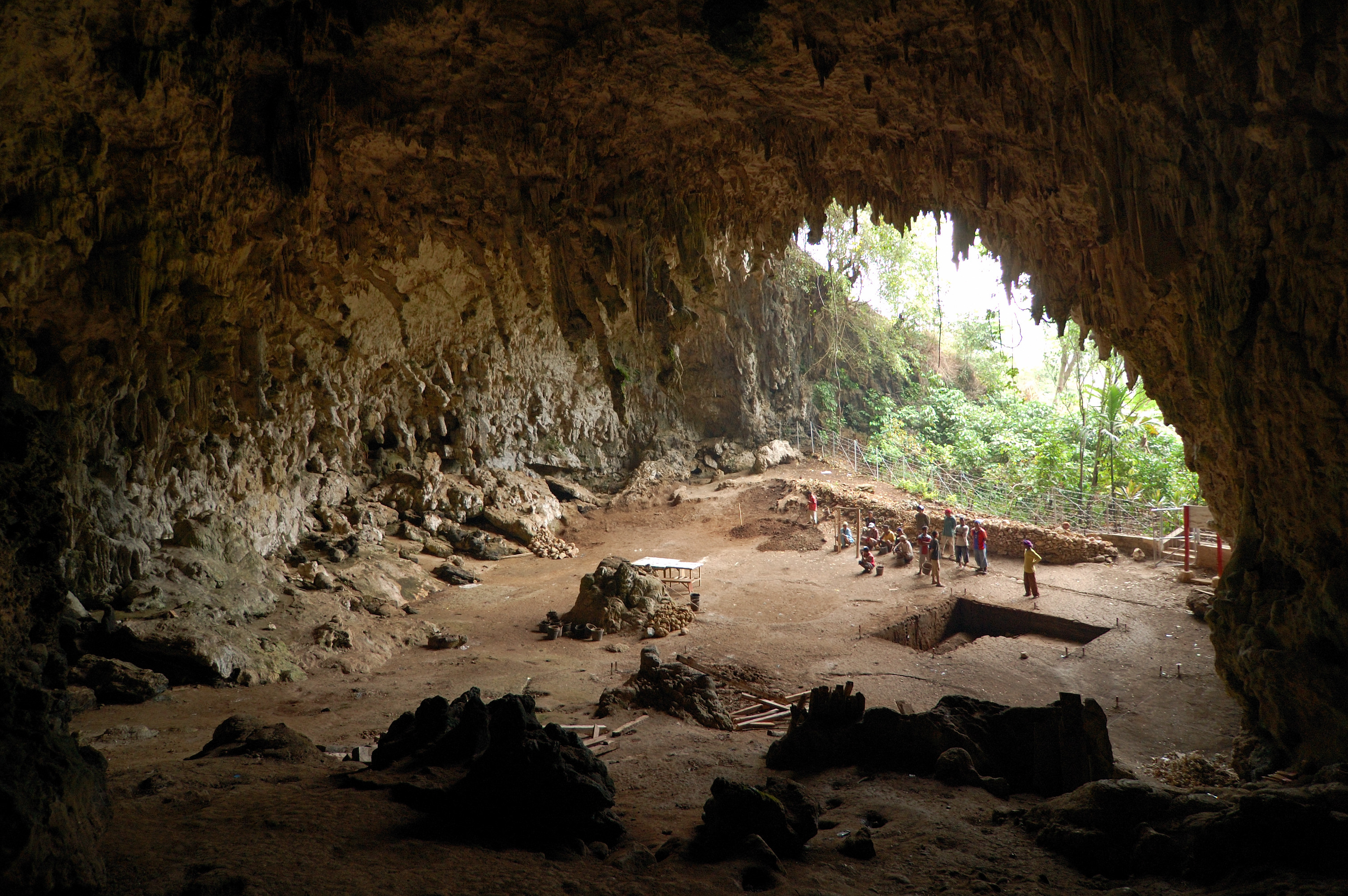
La grotte de Liang Bua (île de Florès).

L'Homme de Florès a été découvert en 2003 dans la grotte de Liang Bua par une équipe d'archéologues dirigée par Mike Morwood (Université de Wollongong, en Australie) et Radien P. Soejono (Centre indonésien pour l'archéologie de Djakarta). En s'appuyant sur des moulages, le paléontologue australien Peter Brown a réalisé la première étude des fossiles, publiée dans la revue Nature avec un article des découvreurs le 28 octobre 2004,.
Les premiers fossiles trouvés en 2003 incluaient le crâne et une bonne partie du squelette post-crânien d'un même individu (noté Liang Bua 1 ou LB 1). Au cours des mois et des années suivantes, d'autres fossiles furent mis au jour dans les couches sédimentaires de la grotte, mais ils étaient plus fragmentaires. Les fossiles découverts à ce jour représentent en tout neuf individus appartenant à la même espèce.
En 2005, l'étude de l'ensemble des fossiles provenant de la grotte de Liang Bua découverts à cette date (rassemblant au moins un crâne, deux tibias, une omoplate, un fémur, deux radius, un cubitus, une vertèbre et des phalanges de doigts et d'orteils) permit aux découvreurs de confirmer l'existence de la nouvelle espèce Homo floresiensis.

## Datation
Les fossiles d'Homo floresiensis ont été datés en 2016 entre 100 000  et   60 000 ans avant le présent ; les outils en pierre récupérés à côté des restes squelettiques provenaient d'horizons archéologiques allant de 50 000  à   190 000 ans.
L'archéologue Mike Morwood et ses collègues avaient avancé en 2004, sur la base d'une première datation d'environ 12 000 ans (révisée plus tard à 18 000 ans), que cette nouvelle espèce humaine aurait cohabité avec Homo sapiens pendant des dizaines de milliers d'années sur l'ile de Florès,. Les nouvelles datations de 2016 semblent indiquer que l'Homme de Florès se serait en fait éteint peu après l'arrivée d'Homo sapiens dans la région, possiblement à cause de la concurrence entre les deux espèces.

## Nanisme insulaire
Homo floresiensis n'est à ce jour attesté que sur l'île de Florès.
La modeste taille des spécimens fossiles (la taille des individus est estimée entre 1 m et 1,10 m), surnommé le "hobbit",, pourrait s'expliquer par l'isolement insulaire. Il est possible que les ressources alimentaires de Florès aient été trop faibles pour permettre le maintien de la taille initiale. La sélection naturelle aurait ainsi exercé une pression évolutive sur l'espèce dans le sens d'une réduction de sa taille.
Des fossiles d'animaux ont été découverts associés aux restes d'Homo floresiensis, dont un stégodon nain, parent disparu de l'éléphant, et un rat géant (Papagomys). Les dragons de Komodo, présents sur Florès, sont des varans géants pouvant mesurer jusqu’à 3 m de long. La théorie de l'évolution insulaire explique certaines adaptations évolutives en raison de l'isolement : la limitation des ressources pousse vers la réduction de la taille des grands animaux, tandis que l'absence de grands prédateurs permet l'augmentation de la taille des petits animaux.
On trouve aussi sur Florès une population actuelle de pygmées, dont les génomes montrent une sélection polygénique de la petite taille, ainsi qu'une part d'ascendance néandertalienne et dénisovienne (comme chez les autres populations de la région) mais apparemment pas de l'Homme de Florès. La sélection d'une petite taille aurait donc opéré indépendamment chez au moins deux lignées humaines sur l'île.

## Caractéristiques

### Morphologie générale
L'Homme de Florès mesure environ 1 m pour 16  à   28 kg et se tient debout. Sa bipédie est attestée par la position du trou occipital, à la base du crâne, auquel se rattache la colonne vertébrale. Sa caractéristique principale est la petite taille, mais aussi la taille réduite du cerveau.

### Le spécimen LB 1

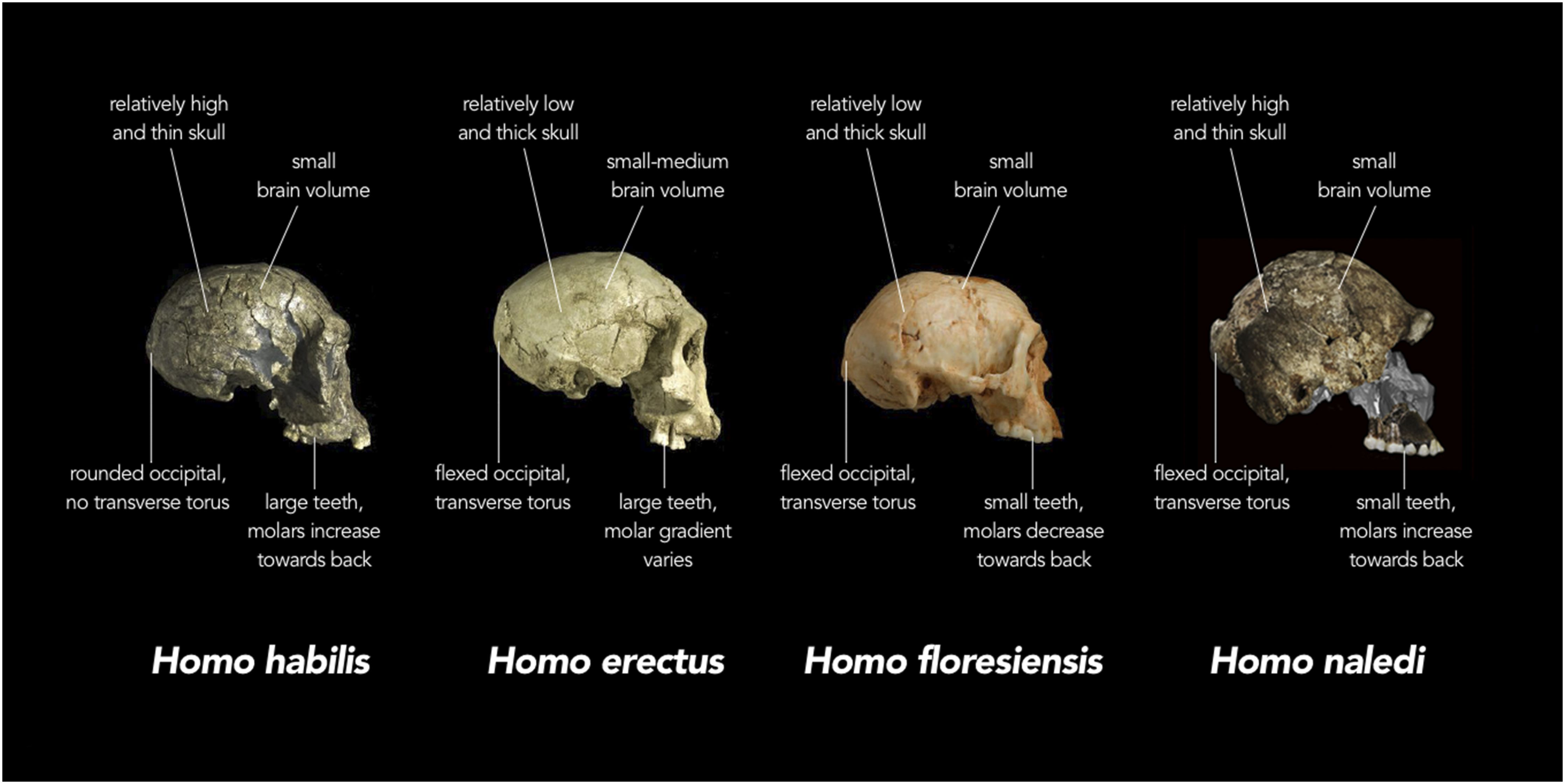
Analyse comparative du crâne de LB 1 avec d'autres espèces du genre Homo (Homo habilis, Homo erectus et Homo naledi).

Le premier spécimen analysé par Peter Brown (LB 1) est une femme de 30 ans. C’est le squelette le plus complet que l’on ait retrouvé dans la grotte de Liang Bua.
Il comporte :
- un crâne assez complet et peu déformé ;
- une mandibule ;
- un fémur ;
- un tibia ;
- un pied gauche relativement complet et des fragments de pied droit[14] ;
- la partie gauche du bassin ;
- plusieurs autres fragments osseux.

LB 1 présente à la fois des caractères dérivés et des caractères archaïques, ce qui rend son analyse complexe.

### Étude du crâne

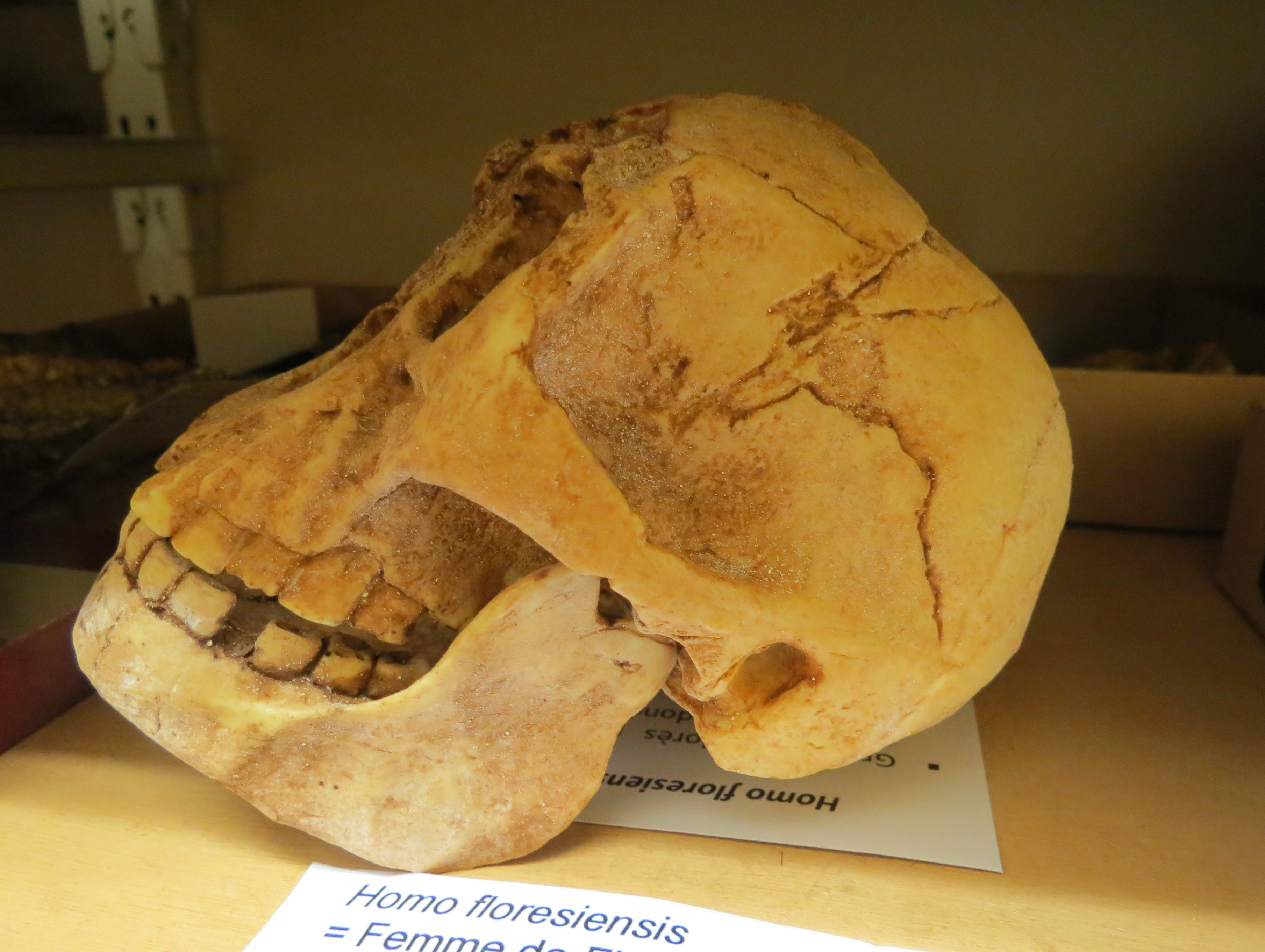
Détails du crâne de LB1 (la femme de Florès, dite Flora) vu de profil. On peut observer la faiblesse de l'angle formé par le sinus ethmoïdal, ainsi que les légers bourrelets des os pariétaux (partie supérieure-arrière de la calotte crânienne).

Le crâne de l'Homme de Florès présente les caractères suivants :
- un volume endocrânien comparable à celui de l’australopithèque Lucy, environ 420 cm3, soit la taille d'un pamplemousse ;
- une cloison nasale renforcée par une structure osseuse (comme chez les Australopithèques) [réf. nécessaire] ;
- un os de la voûte crânienne épais, comme chez les autres représentants du genre Homo, mais renforcé vers l'arrière (caractère propre) ;
- une forte courbure de l'os occipital (que l'on observe dans l'ensemble des individus appartenant au genre Homo, à l'exception d'Homo sapiens) ;
- un faible prognathisme ;
- de petites canines ;
- un bourrelet sus-orbitaire réduit et séparé en deux parties nettes.

Des analyses microtomographiques de l'holotype de la boite crânienne de LB 1 pour en détecter les éventuelles traces d'une pathologie de pneumatisation liées aux sinus frontaux, ethmoïdaux et également maxillaires, ont permis de révéler des caractères pathologiques factuels et indéniablement normaux au sein des homininés. Des observations comparatives poussées et effectuées en 2015 ont montré que ces mêmes critères pathologiques sont comparables à ceux d'Homo erectus et d'Homo sapiens,,.
Une étude de 2014 indique qu'Homo floresiensis aurait été doté d’un cerveau évolué, présentant un lobe frontal, impliqué dans la résolution de problèmes, et un lobe temporal développé, important dans les mécanismes liés à la mémoire. Par conséquent, bien que de taille remarquablement modeste, l'étude du crâne de LB 1 suggère des comportements cognitifs potentiellement plus avancés que supposé à l'origine,,.

### Étude des ossements post-crâniens

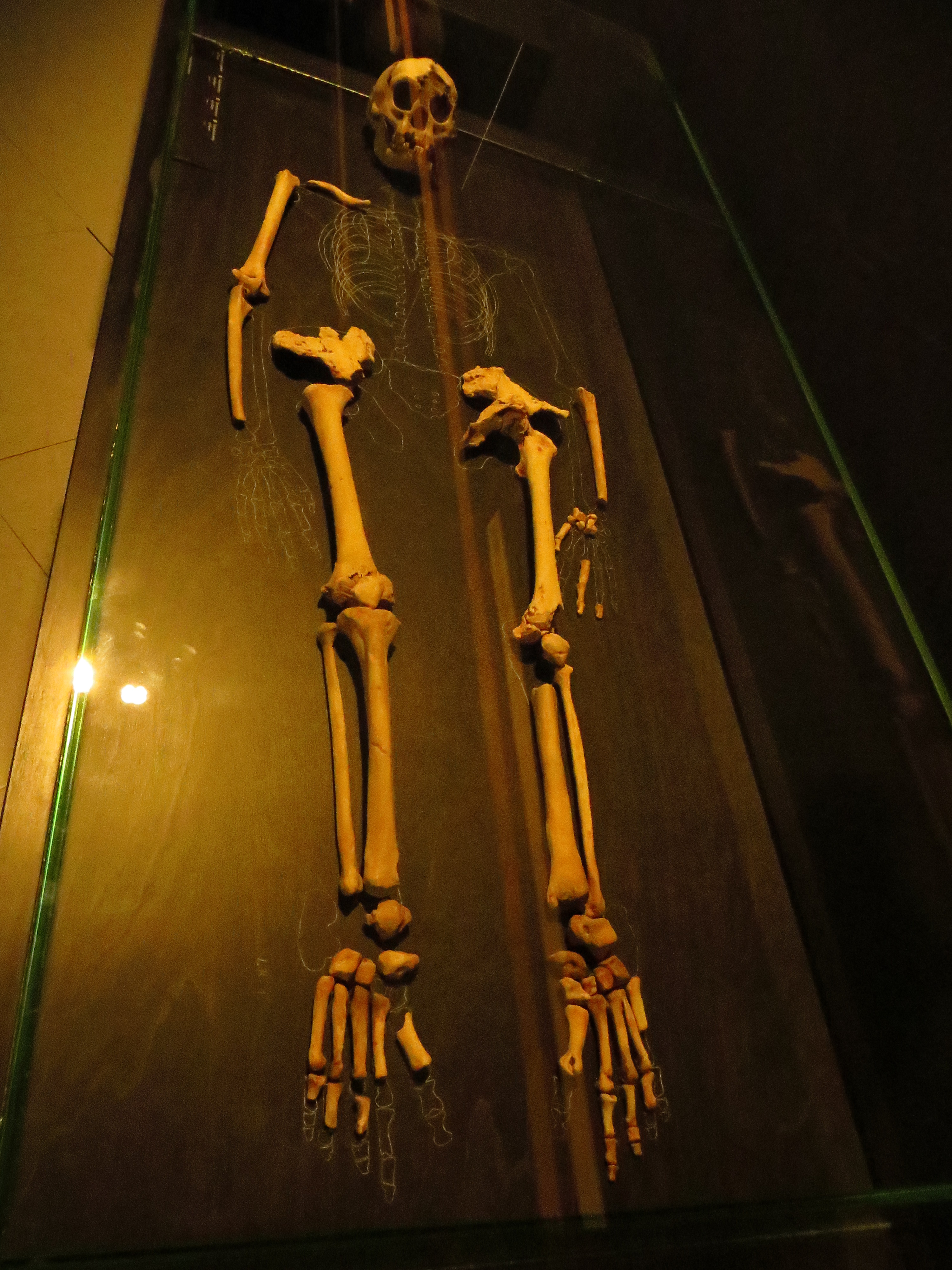
Reconstitution anatomique de LB 1.
On peut remarquer la grande largeur du bassin et la faible longueur du fémur par rapport à Homo sapiens.

Les ossements post-crâniens de l'Homme de Florès présentent les caractères suivants :
1. insertion du fémur plus oblique que chez H. sapiens ;
2. bassin plus large que chez H. sapiens ;
3. taille du pied exceptionnellement longue par rapport aux os de la jambe, et bien différente d'Homo erectus[14].

En 2009, une étude sur la structure du pied d'Homo floresiensis a mis en relief la longueur particulièrement grande de celui-ci par rapport au tibia et au fémur, et l'absence de voûte plantaire, caractères absents chez les autres humains récents, et qui rapprochent l'Homme de Florès des australopithèques ou des Homo habilis. Par ailleurs, bien que la structure osseuse des métatarses et de l'hallux soient sans ambigüité de type Homo, de nombreuses proportions s'apparentent également à celles des australopithèques. Sur ces constatations, les chercheurs émettent l'hypothèse selon laquelle Homo floresiensis ne dériverait pas d'Homo erectus, mais d’un hominine plus primitif comme Homo habilis.
Une autre étude sur la structure osseuse des mains de l'homme de Florès montre que la capacité de préhension limitée de son pouce le rattache aussi à une origine très ancienne.[réf. nécessaire]
Il semble difficile d'imaginer que cette nouvelle espèce soit issue d’Homo erectus. Ses origines seraient donc beaucoup plus éloignées,.

## Controverse

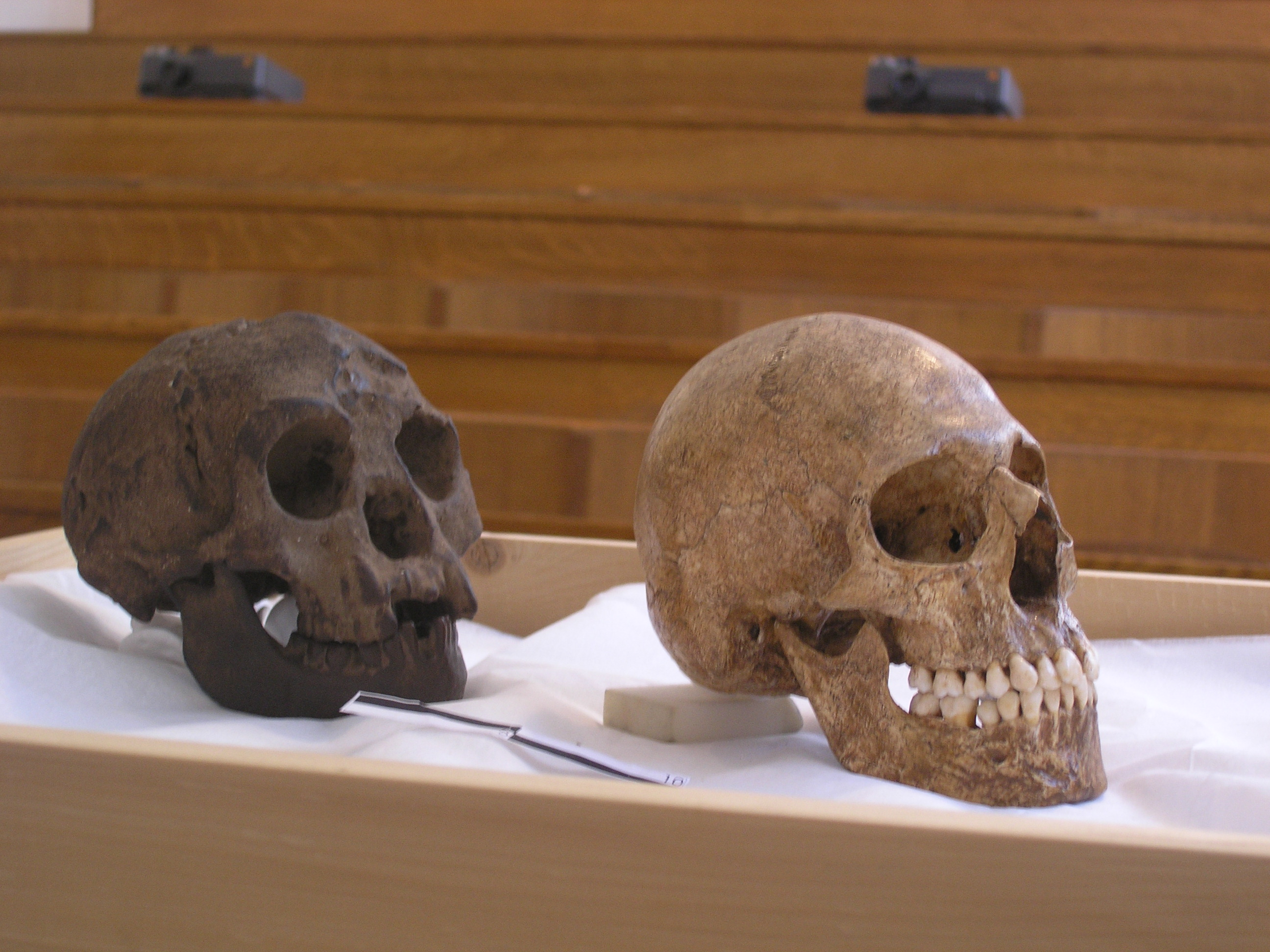
Un moulage du crâne LB1 (à gauche) comparé à un crâne d’Homo sapiens microcéphale (à droite).

Selon Peter Brown, l'homme de Florès est une espèce totalement nouvelle au sein du genre humain.
Certains scientifiques ne croient toutefois pas à la théorie d’une nouvelle espèce :
- Alfred Czarnetzki, Carsten Pusch (université de Tübingen), Jochen Weber (Schweinfurt) et leur équipe de chercheurs, grâce à l'analyse du plus grand échantillon de microcéphales jamais examiné, ont démontré que l'on ne peut exclure l'hypothèse que Homo floresiensis ait été atteint de microcéphalie[15].
- Maciej Henneberg, Robert B. Eckhardt, Sakdapong Chavanaves, et Kenneth J. Hsü défendent l’hypothèse d’une trisomie 21[22],[23]. Ils se basent sur :
  - une erreur d’estimation de la taille du volume crânien du spécimen LB1 (430 cm3 au lieu de 380 cm3),
  - une asymétrie cranio-faciale typique de la trisomie,
  - la courte taille des tibias qui, avec un modèle de trisomique vivant actuellement dans la région au lieu du modèle de pygmée africain, relève la taille du spécimen LB1 à 1,26 m.

On peut pourtant observer des divergences notables entre le crâne d'individus atteints de microcéphalie issus de l'espèce Homo sapiens d'une part, et le crâne de LB1 d'autre part,. Ce dernier présente notamment un épaississement de la structure osseuse pariétale bien plus important que chez Homo sapiens. Ces caractères anatomiques montreraient plutôt des affinités avec Homo erectus,.
Une tomodensitométrie avait été prise du crâne et une endoprothèse virtuelle du crâne (Endocaste) de Homo floresiensis avait été produite et analysée par Dean Falk et al. en 2005. Cette équipe avait conclu que le cerveau n'était ni celui d'un pygmée ni d'un individu avec un crâne et un cerveau mal formés.
Plusieurs études basées sur des modélisations informatiques et comparaisons statistiques semblent confirmer qu’Homo floresiensis ne correspond pas à une variante pathologique d’Homo sapiens. Une analyse morphologique géométrique du crâne de LB1 a notamment été menée en 2013, en le comparant selon la même méthode à près de 250 crânes de différentes espèces du genre Homo, comprenant des crânes d'individus d'Homo sapiens sains et souffrant de pathologies pouvant conduire à une morphologie particulière du crâne (microcéphalie, syndrome de Laron et crétinisme), ainsi que des crânes d'Homo erectus. Si le crâne de LB 1 possède quelques traits communs avec ceux d'individus atteints de microcéphalie, cette étude montre que le crâne de l'Homme de Florès ressemble nettement plus à ceux d'Homo erectus, et les auteurs concluent que l'Homme de Florès est bien une espèce distincte d'Homo sapiens,,,.

Localisation de l'île de Florès en Indonésie.

## Une origine ancienne

### Hypothèse de la ligne Wallace
L'ancêtre d'Homo floresiensis serait arrivé il y a environ 900 000 ans sur l’île de Florès, soit par la navigation, soit en se laissant porter par des débris flottants, à moins qu'une glaciation ait abaissé suffisamment le niveau de la mer pour passer à pied. Lorsque les glaces ont fondu, le niveau de la mer serait remonté, empêchant d'autres humains d'accéder à l’île. Mais cette hypothèse n'est corroborée, jusqu'à présent, par aucune donnée géologique, car la profondeur actuelle de la mer semble exclure tout passage à pied préhistorique à travers la ligne Wallace.

### Découvertes archéologiques
Des outils de pierre taillée au milieu d’ossements d'animaux ont été découverts en 1994 sur le site de Mata Menge, à 70 km de la grotte de Liang Bua, sur l’île de Florès. Ils sont datés d'environ 880 000 ans. Cela montre que, contrairement à certaines affirmations généralement retenues auparavant, des représentants du genre Homo ont pu atteindre très tôt la Wallacea. Les ancêtres de l'Homme de Florès auraient utilisé la navigation pour atteindre cette île alors située à une dizaine de kilomètres de l'île la plus proche,.
En 2014, un fragment de mandibule humaine a été découvert sur le même site de Mata Menge, aux caractères morphologiques comparables aux fossiles de Liang Bua. Il est daté d'environ 700 000 ans, ce qui confirme une arrivée précoce sur l'ile des ancêtres de l’Homme de Florès. Ce fragment de mandibule montre une taille légèrement plus réduite que les fossiles de Liang Bua, ce qui tendrait à indiquer que la petite taille de l'espèce pourrait être d'origine, ou bien que l'arrivée de la première population humaine sur l'ile serait encore plus ancienne qu'envisagé actuellement.
Des preuves d'une présence plus ancienne d'hominines sur l'île de Florès sont apportées par les outils en pierre taillée découverts sur le site de Wolo Sege. Cette industrie lithique est datée d'au moins 1,02 ± 0,02 Ma.

## Culture

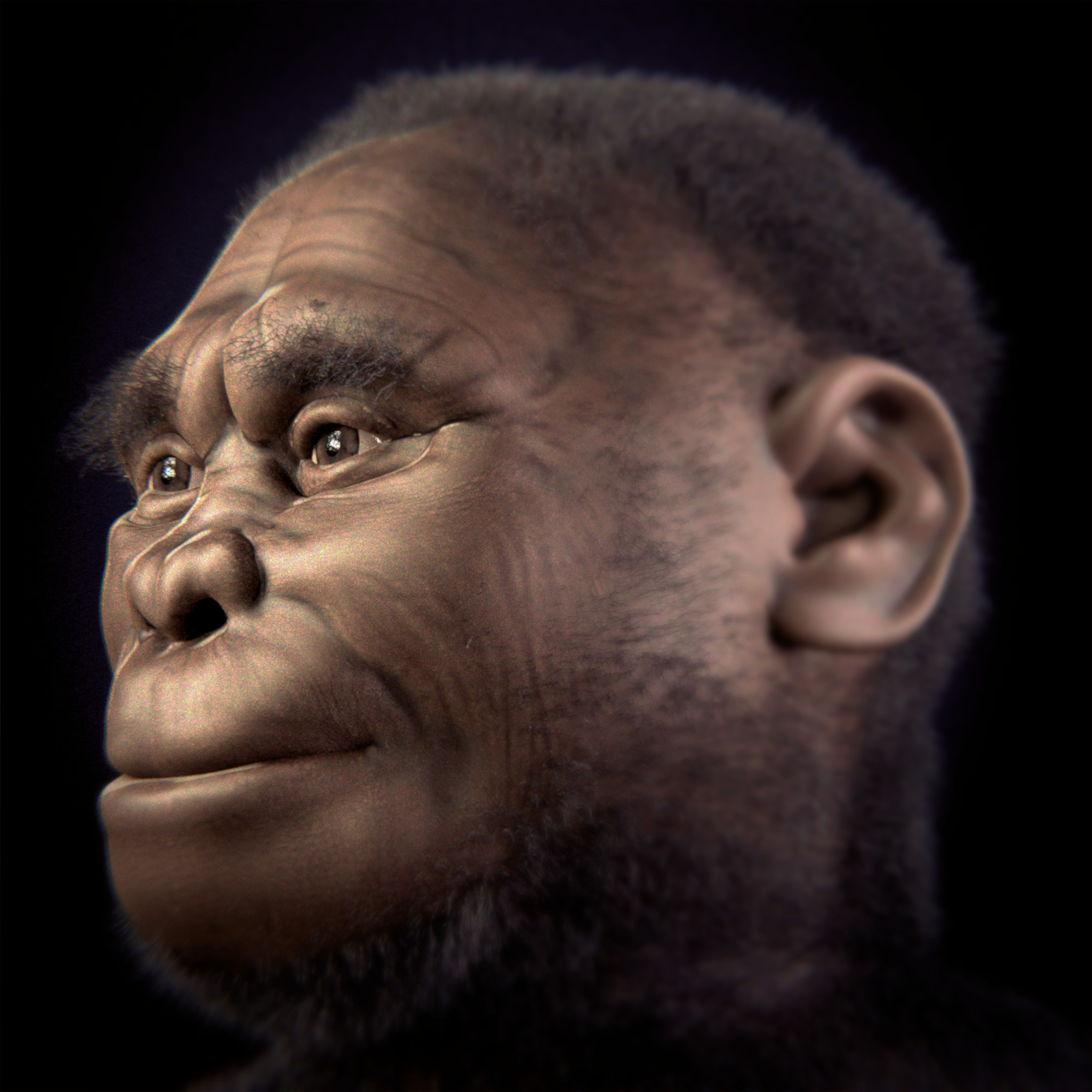
Reconstitution de l'Homme de Florès.

Homo floresiensis était capable de fabriquer des outils. En atteste la présence sur le site de nombreux outils en silex noir et en roches volcaniques. Ces artéfacts sont constitués essentiellement de simples éclats, mais comprennent aussi des galets façonnés de manière à obtenir des outils plus ou moins bifaciaux.
Il chassait, et maitrisait aussi l'usage du feu selon certaines sources,, tandis que d'autres sources en doutent, surtout qu'un petit cerveau est moins gourmand en énergie.